# Археологическая комиссия ВУАН
Археологи́ческая коми́ссия ВУА́Н — научно-исследовательское учреждение по охране памятников истории и культуры при Всеукраинской академии наук (ВУАН).

## Общие сведения
Археологическая комиссия была создана 30 мая 1921 решением общего собрания Всеукраинской академии наук (ВУАН). Её составили из секций археологии, искусства и материальной этнографии ликвидированного в Киеве Украинского научного общества, а также Общественный археологический комитет при ВУАН и Комиссию по составлению археологической карты Украины при ВУАН.
В феврале 1922 г. Археологическую комиссию ВУАН реорганизована в Археологический комитет, а в 1924 г. — во Всеукраинский археологический комитет.

## Задачи комиссии
К задачам Археологической комиссии относилась организация и координация исследований по археологии, истории искусства и архитектуры, этнографии, музееведения. Кроме того, комиссия осуществляла регистрацию памятников истории и культуры, разрабатывала научные основы их охраны.

## Состав комиссии
Комиссия состояла из 6 секций — археологии, материальной этнографии, архитектурно-монументальной, истории искусства, музееведения, памятников природы. Она насчитывала 33 действительных члена, в числе которых состояли академик Фёдор Шмит (председатель президиума), академик Николай Биляшевский (заместитель председателя), профессор Фёдор Эрнст (секретарь), академик Николай Василенко, Николай Макаренко, Даниил Щербаковский, Антон Середа.